# 번암고
《번암고》(樊巖稿)는 대한민국 경기도 수원시 팔딜구, 수원화성박물관에 있는 책이다. 2018년 4월 30일 문화재 지정 예고를 거쳐, 2018년 9월 10일 경기도의 유형문화재 제334호로 지정되었다.

## 지정 사유
《번암고》 3책은 〈번암문〉 2책과 〈채문〉 1책으로 구성되어 유사한 형태와 체제로 보아 거의 같은 시기에 필사된 것으로 판단된다. 비록 3책만 남은 영본(零本)이지만, 이후에 완성되는 《번암집》의 편찬 과정을 고찰할 수 있는 훌륭한 자료이다.

## 같이 보기
- 번암집

## 참고 문헌
- 번암고 - 국가유산청 국가유산포털